# ほおずき書籍
ほおずき書籍（ほおずきしょせき）は長野県長野市柳原にある出版社。正式な社名は鬼灯書籍株式会社。主に長野県の文化に根付いた書籍を出版し、ジャンルは図鑑、郷土、料理、俳句、ガイドブック、一筆箋など多岐にわたる。また、自費出版も請け負う。

## 主な刊行シリーズ
- ふるさとすごろく
- 読み聞かせシリーズ
- ビギナーレッスンブック
- ビジターガイドブック
- 安原修次の花の本
- 大塚浩司のルート66

## 所在地
- 本社・編集部 〒381-0012 長野県長野市柳原2133-5[注 1]
- 南信支社 〒396-0111長野県伊那市美篶3788-10